# Harpilius lutescens
Harpilius lutescens is een garnalensoort uit de familie van de Palaemonidae. De wetenschappelijke naam van de soort is voor het eerst geldig gepubliceerd in 1852 door James Dwight Dana. De soort is ontdekt tijdens een Amerikaanse expeditie in de Stille Zuidzee bij het Tongaans eiland "Tongabatu".